# 情報法制研究所
一般財団法人情報法制研究所（いっぱんざいだんほうじんじょうほうほうせいけんきゅうしょ、英: Japan Institute of Law and Information Systems、略称：JILIS（じりす））は、2016年に情報法制に関する研究と政策提言を目的として設立された研究組織である。
学を中心として産学官民の連携を図りながら、日本の将来を見据えた合理的な政策提言を行う実践的な活動を行うことを目指している。LINE、ニフティ、デロイトトーマツリスクサービス、大手広告代理店が設立を支援した。
情報法制学会の姉妹団体。

## 役員
※2020年6月現在。
- 理事長
  - 鈴木正朝（新潟大学大学院現代社会文化研究科・法学部 教授、理化学研究所革新知能統合研究センター 客員主管研究員）
- 専務理事
  - 江口清貴（一般財団法人LINEみらい財団 代表理事・専務理事）
- 理事
  - 上原哲太郎（立命館大学情報理工学部 教授）
  - 奥村裕一（一般社団法人オープンガバナンスネットワーク 代表理事）
  - 宍戸常寿（東京大学大学院法学政治学研究科 教授）
  - 実積寿也（中央大学総合政策学部 教授）
  - 曽我部真裕（京都大学法学部・大学院法学研究科 教授）
  - 高木浩光（国立研究開発法人産業技術総合研究所 サイバーフィジカルセキュリティー研究センター 主任研究員）
  - 鳥海不二夫（東京大学大学院工学系研究科 准教授）
  - 名和利男（サイバーディフェンス研究所 専務理事 上級分析官）
  - 堀雅文（一般財団法人総合研究奨励会 理事・事務局長／一般社団法人国際環境研究協会 理事・事務局長）
- 監事
  - 泉原克人（LINE株式会社 執行役員）
- 顧問
  - 森田朗（津田塾大学 教授）
- 事務局
  - 有馬初恵（事務局長）
  - 山本一郎 (実業家)（事務局次長兼上席研究員）

## 事業内容
1. 国内及び海外の動向等に関する調査研究及び研究成果の公表。
2. 情報法制度のあり方等に関する政策提言、意見書等の作成。
3. 調査研究報告書の発行、書籍の出版等による情報発信。
4. 講演会、講習会などを通じた教育研修。
5. 国若しくは地方公共団体又は企業その他の団体等から受託された研究。

## 研究領域
個人情報保護法（改正案検討、「個人情報保護法制2000個問題」、業界毎の個人情報取り扱いと消費者保護の課題検討）、情報通信法制（「通信の秘密」とネットワークブロッキングの問題）、著作権と情報法制（静止画ダウンロードの違法・処罰化問題）、通信政策研究、青少年ネット利用環境整備、人工知能と法律、サイバーセキュリティ、資金決済法、捜査関係事項照会問題を含む領域において研究活動を行っている。

## 沿革
- 2016年（平成28年）6月23日 - 鈴木正朝が設立。
- 2018年（平成30年）
  - 4月11日 - 「著作権侵害サイトのブロッキング要請に関する緊急提言」を発表。
  - 4月22日 -「著作権侵害サイトのブロッキング要請に関する緊急提言シンポジウム」を主催。
  - 4月27日 - 「インターネット上の海賊版サイトに対するブロッキングの実施について」に対し意見を発表。
  - 10月11日 -「インターネット上の海賊版対策の進め⽅に関する意⾒書」を発表。
- 2019年（平成31年・令和元年）
  - 2月8日 - 「ダウンロード違法化の全著作物拡大に対する懸念表明と提言」を発表。
  - 5月15日 -「捜査関係事項照会問題研究タスクフォース」を設置。
  - 9月9日 - 「第2回JILIS情報法セミナー in 東京：就活サイト『内定辞退予測』で揺れる“個人スコア社会”到来」を主催[6]。